# Fardage

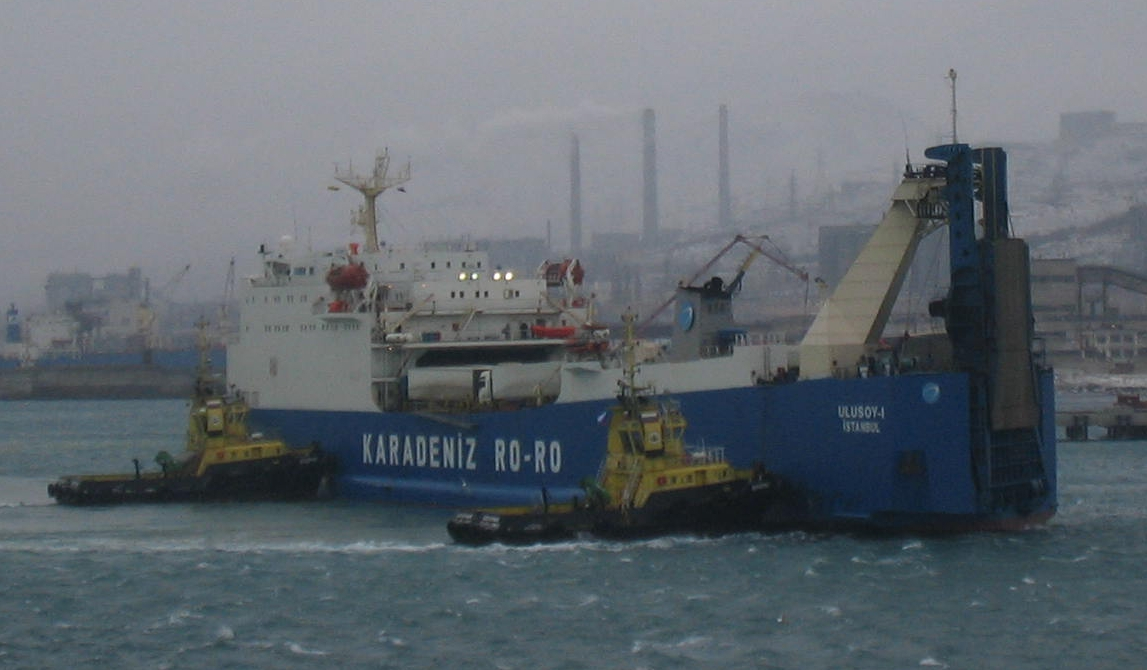
Par vent fort, tentative d'accostage d'un RO-RO aidé de 2 remorqueurs.

Le fardage désigne la prise au vent d'un bateau ou d'un navire. Cette prise au vent agit sur un voilier remontant au vent car elle affecte directement ses performances. En effet, le phénomène du vent apparent, augmentant avec la vitesse du navire, provoque une baisse des performances par le frein aérodynamique s'exerçant sur les œuvres mortes. Les voiliers modernes, aux coques volumineuses et légères, peuvent présenter un fardage très défavorable.
Lors de sa transformation en voilier de croisière, le Belem a vu le volume de ses superstructures augmenter (par l'adjonction du salon de pont) et la surface de ses basses voiles diminuer. L'augmentation de son fardage a, dès lors, affecté ses performances de remontée au vent.

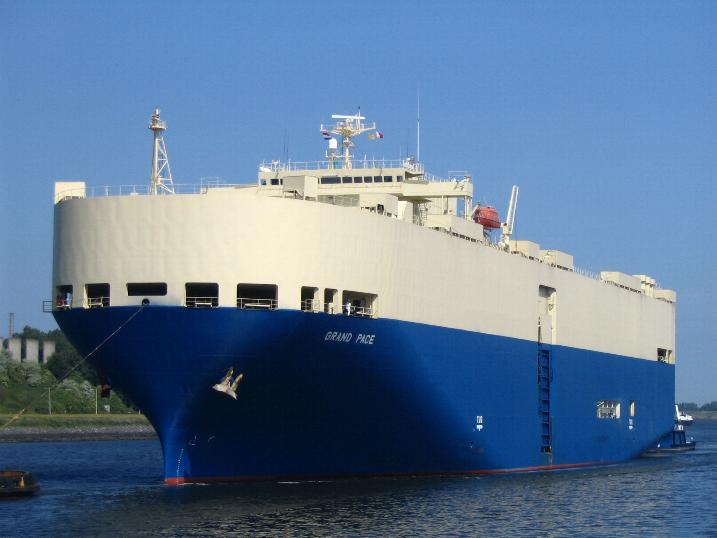
Un transporteur de voitures.

Le fardage est également un problème pour les grands navires cargo naviguant lèges : leur grand franc-bord associé à un faible tirant d'eau les rend peu manœuvrants par vent fort ; dans les cas extrêmes, à faible vitesse, un navire peut être incapable de garder son cap et dérive alors fortement. Certains types de navires sont particulièrement handicapés par leur fardage : les navires rouliers dits RO-RO (de l'anglais Roll on Roll off).